# David Carnegie, 4.º Duque de Fife
David Charles Carnegie, 4.º Duque de Fife (Londres, 3 de março de 1961) é um nobre e empresário britânico. Ele é o único filho sobrevivente de James Carnegie, 3.º Duque de Fife, e de Caroline Dewar. Ele foi denominado Conde de Macduff até 1992, e depois Conde de Southesk até suceder seu pai em 22 de junho de 2015 como o quarto Duque de Fife e Chefe do Clã Carnegie. Ele é a pessoa na linha de sucessão ao trono britânico em mais alta posição que não é descendente de Jorge V. Ele é primo de terceiro grau do rei Carlos III.

## Estudo e carreira
Carnegie estudou no Eton College e formou-se no Pembroke College, Cambridge, em 1982, com bacharelado. Ele foi contratado pela corretora de valores Cazenove, com sede em Londres, entre 1982 e 1985.[1] Ele também foi educado no Royal Agricultural College em Cirencester, Gloucestershire.
Entre 1988 e 1989, Carnegie trabalhou na empresa de gestão de investimentos Bell, Lawrie and Company, com sede em Edimburgo. Ele se formou na University of Edinburgh Business School em 1990 com um MBA. Entre 1992 e 1996, trabalhou com os contadores credenciados e consultores financeiros Reeves e Neylan. Desde 2003, ele vive no Castelo de Kinnaird em Angus. Kinnaird é um dos solares da família Carnegie.

## Casamento e descendência
Carnegie casou-se em 16 de junho de 1987 em Middlesex, na Grande Londres, com Caroline Anne Bunting (nascida em 13 de novembro de 1961), filha única de Martin Brian Bunting e Veronica Mary Cope. Eles têm três filhos:
- Charles Duff Carnegie, Conde de Southesk (1989)
- Lord George William Carnegie (1991)
- Lord Hugh Alexander Carnegie (1993)

A Duquesa de Fife é a Deputy Lieutenant para Angus.

## Títulos e estilo
- 3 de março de 1961 - 16 de fevereiro de 1992: O Muito Honorável Conde de Macduff
- 16 de fevereiro de 1992 - 22 de junho de 2015: O Muito Honorável Conde de Southesk
- 22 de junho de 2015 - presente: Sua Graça, o Duque de Fife

### Outros títulos
- 13.º Conde de Southesk (Pariato da Escócia)
- 4.º Conde de Macduff (Pariato do Reino Unido)
- 13.º Lorde Carnegie de Kinnaird (Pariato da Escócia)
- 13.º Lord Carnegie, de Kinnaird e Leuchars (Pariato da Escócia)
- 5.º Barão Balinhard de Farnell, no condado de Forfar (Pariato do Reino Unido)
- 10.º Baronet Carnegie (Baronete da Nova Escócia)